# 李文烈
李文烈（韩语：／ Yi Mun-yol，1948年5月18日—），韓國作家，首爾出生，原籍慶尚北道英陽郡。

## 略歷
李文烈1948年5月18日在首爾市鍾路區清雲洞出生，爸爸是留學日本的共產主義者，朝鮮戰爭爆發后一個人去了北朝鮮，留在韓國的家人被貼上「共產主義協力者」的標籤。
李文烈的幼年和少年時代過得非常辛苦。小學畢業后輾轉慶尚北道各地。1964年通過高中入學檢定考試，入讀安東高等學校。高中時期，用功讀書的他陷入精神的不安定狀態，一年后即退學，前往釜山。1968年，他通過大學檢定考試，取得大學入學資格，入讀國立首爾大學學習國語（韓語）教育。大學時代參加文學社團及文學活動，未畢業即退學、結婚、服兵役。
李文烈步入文壇作品是1977年的《人的兒子》，1979年發表的《塞下曲》是其成名作。其名作還有《皮浪的豬》（1989年）、《英雄時代》（1990年）、《邊境》（1990年）、《詩人》（1991年）、《選擇》（1997年）、《金翅鳥》、《青春肖像》、《詩人和盜賊》、《三國志》（《三國演義》）等。1987年的《我們扭曲的英雄》已有日、英譯本及三種漢譯，在1992年被拍成電影，搬上大銀幕。
兒童、青少年的成長過程，以及服兵役等自身體驗，是李文烈作品中常見寫作素材，如《我們扭曲的英雄》寫學校小團體的政治鬥爭、《英雄時代》寫共產主義者輩出的家族受連累的苦情、《皮浪的豬》寫當兵退伍歸鄉途中男性的團體暴力。在寫實主義的白描中，使用許多意象，有些難解的詞語，洋溢著浪漫主義色彩，隱含強烈的批判性，讓讀者目眩神迷。金英今評價李文烈「慣以浪漫主義手法揭示隱藏在看似堅不可摧的人類社會道德與規範之中的野蠻性與雙重性」。
李文烈曾於1985年和2005年兩度訪問台灣。

## 年表
- 1948年5月18日：在首爾特別市鍾路區清雲洞出生。
- 1964年：考進安東高等學校讀高中。
- 1965年：高中退學。
- 1968年：考進國立首爾大學國語教育學本科。
- 1970年：大學中退。
- 1973年：結婚、被徵召進軍隊當兵。
- 1976年：退役。
- 1977年：獲《大邱每日新聞》新春文藝獎，進入文壇。
- 1979年：獲《東亞日報》新春文藝獎、第3屆今日作家獎。
- 1982年：獲第15屆東仁文學獎。
- 1983年：獲大韓民國文學獎。
- 1984年：獲中央文化大獎。
- 1987年：獲第11屆李箱文學獎。
- 1992年：獲第37屆現代文學獎、第24屆大韓民國文化藝術獎。
- 1994年：9月起出任世宗大學國語國文學科教授（1997年6月辭任）
- 1998年：獲第2屆21世紀文學獎。
- 1999年：獲湖巖獎藝術獎。
- 2003年：12月起出任大國家黨公選審查委員會委員。

## 漢語譯介情況
- 1995年：《扭曲了的英雄》（譯者：金宰民）史上第一部漢譯本，譯者為留學台灣淡江大學及中國上海的韓國人
- 1995年：《人的兒子》（譯者：衛為、枚芝）
- 2003年：《我們醜陋的英雄》（譯者：金英今）譯者為中國的朝鮮族人
- 2003年：《皮浪的豬》（譯者：金英今）
- 2005年：《我們扭曲的英雄》（譯者：盧鴻金）譯者為旅韓台灣人
- 2006年：《青春肖像》（譯者：金泰成、金成玉 / 薛舟）
- 2010年：《問天，路怎麼走？》（譯者：盧鴻金）
- 2011年：《為了皇帝》（譯者：韓梅）
- 《詩人和盜賊》和已有漢譯。